# Tir à l'arc aux Jeux olympiques de 1920
Navigation
Londres 1908 Munich 1972
Dix épreuves de Tir à l'arc sont au programme des Jeux olympiques d'été de 1920 à Anvers, après 12 ans d'absence du programme olympique. Les compétiteurs sont exclusivement masculins et proviennent de trois nations seulement, la France (8 archers), la Belgique (14 archers) et les Pays-Bas (8 archers).

## Tableau des médailles
| Rang | Nation   | Or | Argent | Bronze | Total |
| ---- | -------- | -- | ------ | ------ | ----- |
| 1    | Belgique | 8  | 4      | 2      | 14    |
| 2    | France   | 1  | 4      | 1      | 6     |
| 3    | Pays-Bas | 1  | 0      | 0      | 1     |

## Podiums
| Épreuve                                    | Or | Argent | Bronze |
| ------------------------------------------ | --- | --- | --- |
| Tir à la perche grands oiseaux             | Edmond Cloetens Belgique | Louis Van de Perck Belgique | Firmin Flamand Belgique                                                                                           |
| Tir à la perche par équipes grands oiseaux | Belgique Edmond Cloetens Louis Van de Perck Firmin Flamand Edmond Van Moer Joseph Hermans Auguste Van de Verre                               | Non attribuée | Non attribuée |
| Tir à la perche petits oiseaux             | Edmond Van Moer Belgique | Louis Van de Perck Belgique | Joseph Hermans Belgique                                                                                           |
| Tir à la perche par équipes petits oiseaux | Belgique Edmond Cloetens Louis Van de Perck Firmin Flamand Edmond Van Moer Joseph Hermans Auguste Van de Verre                               | Non attribuée | Non attribuée |
| Tir au berceau, 50m                        | Julien Brulé France | Hubert Van Innis Belgique | Non attribuée |
| Tir au berceau 50m par équipes             | Belgique Alphonse Allaert Hubert Van Innis Edmond De Knibber Louis Delcon Jérôme de Mayer Pierre Van Thielt Louis Fierens Louis Van Beeck    | France Julien Brulé Léonce Quentin Pascal Fauvel Eugène Grisot Eugène Richez Arthur Mabillon Léon Epin Paul Leroy                         | Non attribuée |
| Tir au berceau, 33m                        | Hubert Van Innis Belgique | Julien Brulé France | Non attribuée |
| Tir au berceau 33m par équipes             | Belgique Alphonse Allaert Hubert Van Innis Edmond De Knibber Louis Delcon Jérôme de Mayer Pierre Van Thielt Louis Fierens Louis Van Beeck    | France Julien Brulé Léonce Quentin Pascal Fauvel Eugène Grisot Eugène Richez Arthur Mabillon Léon Epin Paul Leroy                         | Non attribuée |
| Tir au berceau, 28m                        | Hubert Van Innis Belgique | Léonce Quentin France | Non attribuée |
| Tir au berceau 28m par équipes             | Pays-Bas Janus Theeuwes Driekske Van Bussel Joep Packbiers Janus Van Merrienboer Jo Van Gastel Theo Willems Piet De Brouwer Tiest Van Gestel | Belgique Hubert Van Innis Alphonse Allaert Edmond De Knibber Louis Delcon Jérôme de Mayer Pierre Van Thielt Louis Fierens Louis Van Beeck | France Julien Brulé Léonce Quentin Pascal Fauvel Eugène Grisot Eugène Richez Arthur Mabillon Léon Epin Paul Leroy |